# Флора-Віста (Нью-Мексико)
Флора-Віста (англ. Flora Vista) — переписна місцевість (CDP) в США, в окрузі Сан-Хуан штату Нью-Мексико. Населення — 2048 осіб (2020).

## Географія
Флора-Віста розташована за координатами 36°48′19″ пн. ш. 108°5′10″ зх. д. / 36.80528° пн. ш. 108.08611° зх. д. (36.805367, -108.086109).  За даними Бюро перепису населення США в 2010 році переписна місцевість мала площу 12,00 км², з яких 11,95 км² — суходіл та 0,05 км² — водойми.

## Демографія
Згідно з переписом 2010 року, у переписній місцевості мешкала 2191 особа в 880 домогосподарствах у складі 643 родин. Густота населення становила 183 особи/км².  Було 948 помешкань (79/км²).
Расовий склад населення:
| - 84,5 % — білих - 3,3 % — корінних американців - 0,5 % — азіатів - 0,1 % — вихідців з тихоокеанських островів - 0,1 % — чорних або афроамериканців - 8,7 % — осіб інших рас |

До двох чи більше рас належало 2,7 %. Частка іспаномовних становила 20,4 % від усіх жителів.
За віковим діапазоном населення розподілялося таким чином: 21,2 % — особи молодші 18 років, 61,6 % — особи у віці 18—64 років, 17,2 % — особи у віці 65 років та старші. Медіана віку мешканця становила 44,0 року. На 100 осіб жіночої статі у переписній місцевості припадало 101,4 чоловіків;  на 100 жінок у віці від 18 років та старших — 105,7 чоловіків також старших 18 років.
Середній дохід на одне домашнє господарство  становив 71 163 долари США (медіана — 56 623), а середній дохід на одну сім'ю — 77 344 долари (медіана — 66 375). За межею бідності перебувало 3,4 % осіб, у тому числі 0,0 % дітей у віці до 18 років та 0,7 % осіб у віці 65 років та старших.
Цивільне працевлаштоване населення становило 1004 особи. Основні галузі зайнятості: сільське господарство, лісництво, риболовля — 12,6 %, науковці, спеціалісти, менеджери — 11,7 %, роздрібна торгівля — 11,2 %, освіта, охорона здоров'я та соціальна допомога — 10,9 %.